# ایستگاه میتسوکوشمای
ایستگاه میتسوکوشمای (به لاتین: Mitsukoshimae Station) یک ایستگاه قطار و ایستگاه مترو در ژاپن است که در چوئو-کو، توکیو واقع شده‌است.